# Astensionismo
L'astensionismo è il fenomeno per cui, in una votazione (ad esempio in occasione di referendum o elezioni), le persone aventi diritto di voto non esprimono il proprio voto. Se la votazione non è in capo al Corpo elettorale ma ai componenti di un collegio ristretto (es. un'assemblea elettiva), è puntualmente disciplinata nelle sue conseguenze: per esempio, nel diritto parlamentare, gli astenuti risultano presenti durante la votazione ma non si esprimono.
Una persona che non ha espresso il proprio voto è detta astenuta. In termini generali l'astensionismo non va confuso con il voto di protesta, in cui un avente diritto di voto si reca alle urne e invalida volontariamente la propria scheda elettorale con segni non consentiti (scheda nulla) oppure non esprime una preferenza (scheda bianca). Per legge chi consegna una scheda bianca o nulla, a differenza di chi non si reca fisicamente alle urne, ha a tutti gli effetti votato e viene considerato nel calcolo dell'affluenza al voto.
L'astensione può essere usata per indicare l'ambivalenza sulle scelte del votante, oppure una tacita disapprovazione che non assurge al livello di opposizione attiva. L'astensione può anche essere usata quando qualcuno assume una certa posizione su una questione ma, poiché il sentimento popolare supporta una posizione contraria, potrebbe non essere politicamente conveniente votare secondo la propria coscienza. Una persona può astenersi anche quando non si sente adeguatamente informata circa la questione in esame o non ha partecipato a importanti discussioni in merito.

## Motivazioni

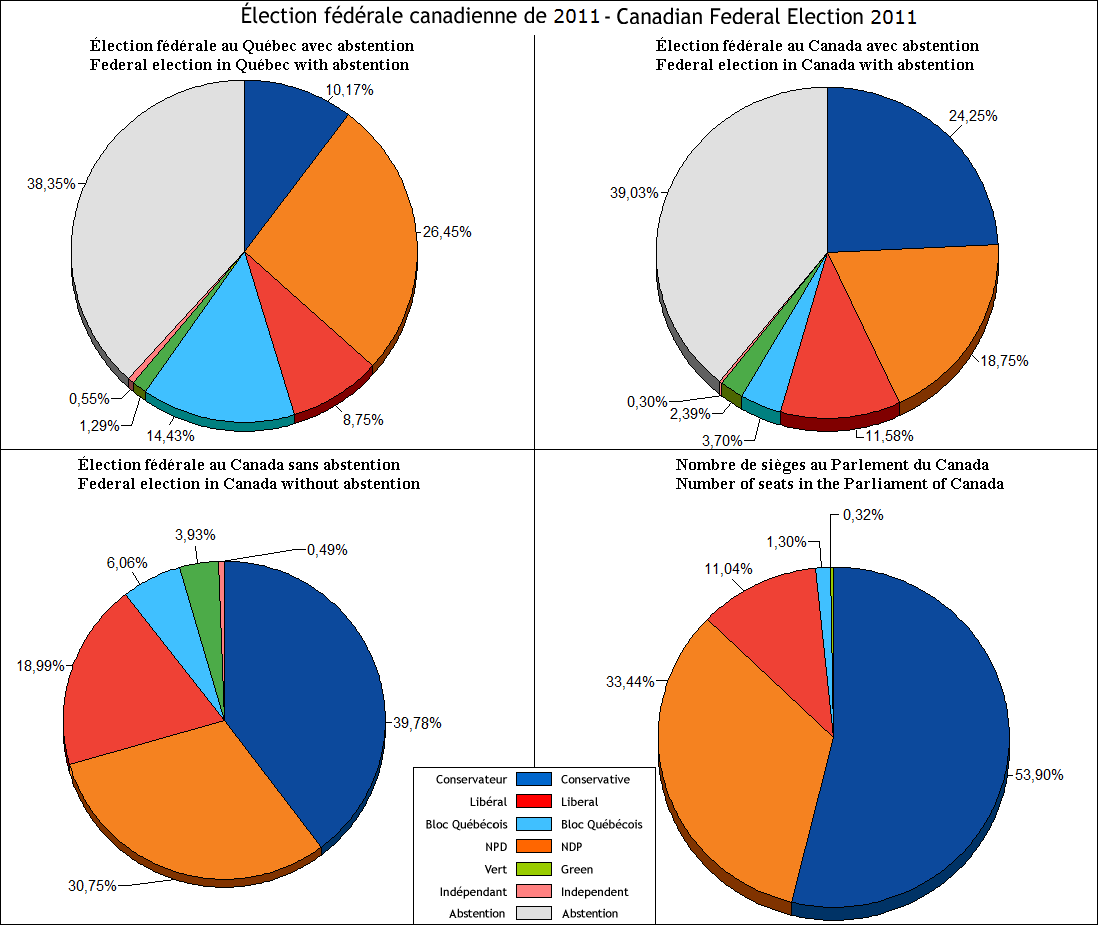
Risultati comparati delle elezioni federali canadesi del 2011 con o senza astenuti.

Per supportare questa strategia apolitica, diversi non-votanti affermano che votare non apporta alcuna differenza positiva. L'espressione "Se votare cambiasse qualcosa, l'avrebbero reso illegale" è un sentimento spesso citato ed attribuito all'anarchica Emma Goldman. Ci sono inoltre anche non-votanti etici, ossia coloro che assolutamente si rifiutano di votare, non solo perché lo ritengono una tattica inefficace per cambiare, ma anche perché vedono l'atto o come un riconoscere il consenso ad essere governati dallo Stato, o come un mezzo per imporre illegittimamente il controllo sui compatrioti, o entrambe le cose, e perciò questa visione vede nel voto la violazione del principio di non aggressione. Herbert Spencer ha espresso l'idea che se una persona vota per il candidato vincente, quello perdente o si astiene, sarà comunque portato a credere di aver permesso al candidato vincente di governare.
In ogni caso, "i cittadini non sembrano cercare la soluzione dei loro problemi economici alle urne. Ciò concorda con la ben nota tesi che le fasce di popolazione con uno status socioeconomico inferiore, cioè con livelli di istruzione, reddito e occupazione più bassi, sono anche i meno coinvolti in forme di partecipazione politica. L’astensionismo, infatti, è generalmente diffuso tra i ceti meno abbienti e svantaggiati. Tale conclusione trova conferma nell’analisi del profilo psicologico dei disoccupati, che spesso risultano ansiosi, depressi e inclini alla rinuncia".

## Le forme dell'astensionismo
Vi sono quindi diverse forme dell'astensionismo:
Astensionismo fisiologico-demograficoUn'assenza dal voto, determinata da cause fisiologiche che generano malattie invalidanti, che va distinta da quella dovuta a motivazioni demografiche quali il minor numero di iscritti nelle liste elettorali per la diminuzione della natalità o per l'invecchiamento degli aventi diritto al voto che rende loro difficoltoso recarsi a votare.
Astensionismo tecnico-elettoraleAstensionismo causato dalle difficoltà di capire o di accettare nuove modalità di voto o da una scarsa efficienza nel recapito dei certificati elettorali.
Astensionismo apaticoFenomeno questo connesso alla crisi delle ideologie e dei partiti verso la fine degli anni '70.
Astensionismo di sfiducia-protestaCaratteristico delle ultime consultazioni elettorali dopo la fine della cosiddetta prima repubblica.

### Anarchici
Solitamente sono astensionisti gli anarchici perché ritengono il Parlamento una forma d'istituzione anacronistica. Nel Parlamento italiano dunque mai è entrato un militante della Federazione anarchica italiana, mentre ne hanno fatto parte diversi ex anarchici eletti in altre formazioni politiche.

## Campagne per l'astensionismo
Ci sono stati alcuni casi nel mondo dove movimenti popolari hanno boicottato le elezioni.
In Sudafrica c'è una forte presenza di campagne a favore dell'astensionismo che vedono come loro argomento principale il fatto che nessun partito politico rappresenti davvero i poveri: la campagna "No Land! No House! No Vote!" che il Landless People's Movement (Movimento delle Persone Senza Terre) cominciò nel 2004, è la più importante tra queste. Queste campagne hanno subito una significativa repressione.
Nel 1999 un attivista per i diritti umani venne condannato in Bielorussia perché incitava a non partecipare alle elezioni locali che considerava essere non democratiche; nel 2004 la Commissione per i diritti umani delle Nazioni Unite ha giudicato che tale condanna lede la libertà di espressione.
Anche altri movimenti sociali e organizzazioni di società civili nel mondo presentano campagne simili o preferenze per il non-voto. Queste includono i Naxaliti in India, l'Esercito Zapatista di Liberazione Nazionale in Messico e altri movimenti orientati verso la sinistra comunista e l'anarchia. Nelle elezioni di medio mandato in Messico del 2009 vi fu un forte supporto per la campagna del non-voto. In India i movimenti della popolazione povera a Singur, Nandigram e Lalgarh hanno rifiutato le elezioni politiche parlamentari (così come l'NGO e le alternative maoiste). Campagne contro il voto hanno avuto luogo anche in Canada e in Spagna.
Nel settembre 2011 il New York Times affermò la presenza di un crescente scorn for voting ("disprezzo per il voto") diffuso in tutto il mondo.

## Procedure parlamentari
Nel diritto parlamentare, a un membro può venir richiesto di astenersi nel caso di un conflitto di interessi (sia esso vero o anche solo percepito).
Le astensioni non concorrono allo spostamento del voto in negativo o positivo; quando un votante si astiene, questi influenza solo il quorum, se è previsto per la validità dell'esito della votazione. Le schede bianche, comunque, possono essere incluse nella totalità dei voti, a seconda delle norme in materia vigenti.

### Astensionismo attivo
Si parla di astensionismo attivo quando chi vota si esprime in modo che il proprio voto sia bilanciato e risulti quindi equivalente al non votare. Ciò è accaduto molte volte, ad esempio, nella Camera dei Comuni del Regno Unito: in una votazione dove possono essere espressi i voti sì e no per indicare l'essere d'accordo o contrario su una mozione, un deputato può astenersi attivamente votando sia sì che no: una votazione di questo tipo è, ai fini del risultato, equivalente a non votare affatto. Nella Camera dei lord invece questo tipo di voto non è consentito, in quanto chi voti in questa maniera viene rimosso dalla lista dei votanti.
Alla Camera dei Comuni del Regno Unito e in altre legislature, i membri possono votare "presente" piuttosto che votare a favore o contro un progetto di legge: ciò vale come astensione.
Presso il Senato degli Stati Uniti il presidente della Camera chiama alfabeticamente i nomi dei senatori i quali, se si astengono, devono fornire una ragione. I membri possono rifiutarsi di votare su qualsiasi materia essi credano di essere in conflitto di interesse.

## Nelle organizzazioni internazionali
Nel Consiglio di sicurezza delle Nazioni Unite, i rappresentanti delle cinque potenze con diritto di veto (USA, Regno Unito, Francia, Russia e Cina) solitamente si astengono piuttosto che mettere un veto su una misura che non trovano di loro gradimento, soprattutto se questa è largamente condivisa dagli altri membri. Per convenzione, la loro astensione non blocca le risoluzioni, nonostante l'Articolo 27.3 dello Statuto delle Nazioni Unite, ed è quindi considerata come un voto favorevole.
Al Consiglio dell'Unione europea un'astensione su una questione decisa altrimenti all'unanimità vale come un sì, mentre su una questione decisa con larga maggioranza vale come un no.

## In Italia
In Italia l'astensionismo ha mostrato di variare notevolmente a seconda dell'interesse degli elettori e del relativo coinvolgimento emotivo riguardo ai temi proposti a votazione, tuttavia si registra (almeno sino al 2008) un tasso di astensionismo tuttora crescente.
Le analisi statistiche dimostrano che il fenomeno dell'astensionismo è andato crescendo in Italia a partire dagli anni settanta quando con la "questione morale"  messa in luce nel 1981 da Enrico Berlinguer, segretario del Partito Comunista Italiano, si cominciò a denunciare la corruzione dei partiti politici.
Dall'iniziale astensionismo del 6,6% degli elettori alle politiche del 1976, considerando anche i cosiddetti voti inespressi, cioè le schede bianche e nulle, si è in tempi recenti arrivati alla non partecipazione al voto di circa un elettore su cinque.
Le elezioni dal 1948 al 1976 vedono l'affluenza degli elettori alle urne con un'incidenza assai rilevante del 92% che diminuisce sempre più a partire dal 1979.
L'analisi politologica, messe da parte le valutazioni moraleggianti, ha identificato le cause del fenomeno innanzitutto nel progressivo sfaldamento dei partiti e delle loro organizzazioni politiche sul territorio che ha fatto mancare la mobilitazione degli elettori e quel senso di identificazione con il programma politico del partito di appartenenza che si traduceva in un'alta partecipazione al voto.
La quasi assenza dell'astensionismo nelle prime elezioni del dopoguerra si giustifica anche con il desiderio dei cittadini di recuperare la libertà politica eliminata nel periodo fascista e con la volontà di mettere in atto quel diritto-dovere che la nuova costituzione repubblicana assicurava ai cittadini e che la legge ordinaria sanzionava in caso di non partecipazione al voto.
L'astensionismo aumenta alla fine degli anni '70 anche in coincidenza della nascita di un maggior numero di partiti che, per la necessità di vincere le elezioni, si adattano alla formazione di cartelli elettorali talora eterogenei col risultato di aumentare la sfiducia degli elettori.
Se però con la sfiducia aumenta, negli anni '80 e '90, la decisione di non andare a votare, questa secondo alcuni politologi, è anche significativa di una maggiore razionalizzazione dell'espressione del voto. Mentre prima ci si sentiva legati alle ideologie dei partiti ora alla mancanza della fedeltà nei loro confronti si associa un aumento del non voto, con una crescita della protesta, nei confronti di chi ha deluso certe attese magari rivolgendosi a formazioni politiche che fanno professione di rifiuto del sistema partitico.
Discordanti presso gli studiosi le valutazioni dell'astensionismo: secondo alcuni la non partecipazione al voto contraddistingue le democrazie mature, dove si assiste a una naturale diminuzione dei votanti collegata a una minore passionalità politica, mentre secondo altri l'astensionismo è un pericoloso segnale di sfiducia nella politica. Di fatto oggi l'astensionismo è stato, contrariamente al passato, riconosciuto nell'ambito di un comportamento legittimo del cittadino ridefinendo - con le leggi nn. 276 e 277 del 4 agosto 1993 - l'espressione del voto solamente come un diritto e non più come un diritto ed un dovere.
Rispetto ai primi anni della storia della Repubblica oggi il significato del voto è cambiato: ha perso quell'aura di "sacralità" legata alla conquista della libertà dopo la dittatura
(Linda Laura Sabbadini, Partecipazione politica e astensionismo secondo un approccio di genere, pag.44 Roma, 28 febbraio 2006)
La difficoltà a capire le trasformazioni politiche come scissioni, ricomposizioni ed alleanze, ed altri bizantinismi lontani dagli interessi concreti dei cittadini rendono l'astensionismo "fisiologico", come sfiducia e rifiuto ma anche con un significato "sanzionatorio" nei confronti di quei partiti dai quali i votanti con una condotta più razionale, si considerano ormai in gran parte non più legati ideologicamente e ai quali inviano un messaggio di non voto equivalente a un rimprovero e a un invito a modificare i loro comportamenti politici.

### Il confronto con l'astensionismo in Europa
Se confrontiamo l'astensionismo in Italia con quello degli altri paesi europei vediamo che la non partecipazione al voto pone gli italiani al primo posto, con un'astensione che si traduce non tanto nell'assenza ai seggi, come nel resto d'Europa, quanto piuttosto nell'inserire nell'urna schede bianche o nulle. Il che fa pensare che gli italiani risentano ancora del giudizio morale negativo che la società esprime nei confronti di chi non vota e mascherino la loro volontà di astenersi con la presenza al seggio ma con l'espressione di un voto non valido..

### L'astensionismo fra Nord e Sud d'Italia
L'astensionismo è stato fino al 1953 storicamente maggiore di circa due punti percentuali nel Meridione italiano rispetto al resto d'Italia: si pensi per esempio alla intensa partecipazione al voto delle cosiddette regioni "rosse"; anche se bisogna tener conto del fenomeno migratorio che ha caratterizzato essenzialmente le regioni meridionali con la spesso frequente difficoltà per gli emigrati di raggiungere i seggi nei paesi d'origine o di ricevere i certificati elettorali. Dai dati statistici risulta ora che nelle tre consultazioni politiche, del 1994, 1996, 2001, sebbene vi sia stato un aumento dei non votanti anche nel Nord, l'astensionismo del Mezzogiorno, specie quello delle isole, è in costante aumento: segnale questo indubbio di un'aumentata sfiducia generale di un elettorato sempre più deluso da dove emerge inoltre che, a livello nazionale, dal '94 al '96 non vi è più molta differenza tra la non partecipazione maschile e quella femminile: e questo anche perché mentre diminuisce l'astensionismo femminile al Sud rispetto a quello maschile, che rimane sostanzialmente immutato, al Nord cresce quello maschile rispetto a quello femminile.

### Astensionismo alle elezioni politiche

#### Regno d'Italia
| Anno | Astenuti (%) |
| ---- | ------------ |
| 1861 | 42,8         |
| 1865 | 45,2         |
| 1867 | 45,2         |
| 1870 | 45,4         |
| 1874 | 44,4         |
| 1876 | 40,8         |
| 1880 | 42,4         |
| 1882 | 39,3         |
| 1886 | 41,5         |
| 1890 | 44,2         |
| 1892 | 44,2         |
| 1895 | 41           |
| 1897 | 49,5         |
| 1900 | 61,7         |
| 1904 | 37,3         |
| 1909 | 35           |
| 1913 | 41,2         |
| 1919 | 43,4         |
| 1921 | 41,6         |
| 1924 | 36,9         |
| 1929 | 8,5          |
| 1934 | 3,8          |

#### Repubblica Italiana
Percentuale astenutiAnno0102030401946195819721983199420062018Percentuale astenutiAstensionismo all'elezioni politiche
N.B. Per le elezioni viene considerato l'astensionismo degli elettori alla Camera dei deputati, per le elezioni del 1994, 1996 e 2001 il dato è relativo alla quota proporzionale.
| Anno | Astenuti (%) |
| ---- | ------------ |
| 1946 | 10,92        |
| 1948 | 7,87         |
| 1953 | 6,16         |
| 1958 | 6,17         |
| 1963 | 7,11         |
| 1968 | 7,21         |
| 1972 | 6,81         |
| 1976 | 6,51         |
| 1979 | 9,48         |
| 1983 | 11,99        |
| 1987 | 11,17        |
| 1992 | 12,65        |
| 1994 | 13,69        |
| 1996 | 17,11        |
| 2001 | 18,62        |
| 2006 | 18,80        |
| 2008 | 21,90        |
| 2013 | 24,80        |
| 2018 | 27,07        |
| 2022 | 36,09        |